# Dan O'Brien
Daniel Dion »Dan« O'Brien, ameriški atlet, * 18. junij 1966, Portland, Oregon, ZDA.
O'Brien je nastopil na Poletnih olimpijskih igrah 1996 v Atlanti, kjer je osvojil naslov olimpijskega prvaka v deseteroboju. V tej disciplini je postal tudi trikratni zaporedni svetovni prvak v letih 1991 v Tokiu, 1993 v Stuttgartu in 1995 v Göteborgu. Osvojil je tudi naslov dvoranskega svetovnega prvaka v sedmeroboju leta 1993 v Torontu. 5. septembra 1992 je postavil svetovni rekord v deseteroboju s 8891-imi točkami. Veljal je do leta 1999, ko ga je za tri točke izboljšal Tomáš Dvořák.
Leta 2012 je bil sprejet v novoustanovljeni Mednarodni atletski hram slavnih, kot eden izmed prvih štiriindvajsetih atletov.